# Ry Cooder
Ry Cooder (født 15. marts 1947) er en guitarist som især er kendt for sit slide guitar-arbejde. Han blev født i Los Angeles, Californien i USA.
Cooder har arbejdet som studiemusiker og har også komponeret musik til mange film, den mest kendte er formentlig musikken til Paris, Texas. I de senere år har Cooder været medvirkende til at den traditionelle cubanske musik har opnået en stigende popularitet, på grund af sit samarbejde som producent ved optagelsen af albummet Buena Vista Social Club i 1997, der blev en verdensomspændende succes. Wim Wenders instruerede en dokumentarfilm om de medvirkende musikere i 1999, som blev nomineret til en Oscar i 2000.
Cooders soloarbejde har været en eklektisk blanding, omfattende dustbowl-folkemusik, tex-mex, soul, gospel, rock og næsten alt andet. Han har samarbejdet med mange vigtige musikere, blandt andre Captain Beefheart, Rolling Stones, Little Feat og John Lee Hooker. Han dannede supergruppen Little Village med Nick Lowe, John Hiatt og Jim Keltner. I 1966 dannede han bandet Rising Sons sammen med Taj Mahal. Optræder og samarbejder med sønnen og percussionisten Joachim Cooder.